# Ubrankovics Júlia
Ubrankovics Júlia (Sopron, 1983. augusztus 18. –) magyar színésznő.

## Élete
Szülővárosában a Fenyő téri Általános Iskolába járt. 1998-2002 között a győri Révai Miklós Gimnázium tanulója volt. 2007-ben végzett a Színház- és Filmművészeti Egyetemen, előtte másfél évet az ELTE portugál nyelv, filmelmélet és filmtörténet szakán tanult.
Később Erasmus-ösztöndíjjal tanult a hamburgi Zene- és Színházművészeti Főiskolán, különféle ösztöndíjakból élt Németországban, New Yorkban. 2008-ban Stanislawski-féle színjátszási technikát tanult MA képzés keretében New Yorkban a Robert Castle – International Theaterben. 2009–2010-ben USA-Magyar Vállalkozási Ösztöndíjjal képezte magát tovább a Herbert Berghof Studióban New Yorkban. 2011-ben költözött ki Los Angelesbe, majd két évet dolgozott Hawaiin, ahonnan visszatért Los Angelesbe. Rendszeresen szerepel magyar és külföldi filmekben, sorozatokban. A magyar mellett angolul és németül is beszél.
A színházba járó közönség a "Minden rossz varieté"-ben és a "Sugár bébi láv"-ban ismerhette meg. Míg a filmnézők számára a "Coming soon"-ban válhatott ismertté. A hazai köztudatba a "Majdnem szűz" című filmdrámával került be, amelyet a Magyar filmszemlén a legjobb női alakításnak is választottak. A Válótársakban megkapott rövid szerepe után "A Tanár" című sorozatban övé lett az egyik főszerep. Szerepet kapott a Netflix által készített, Magyarországon forgatott, 2021-ben bemutatott Árnyék és csont (Shadow and Bone) című sorozatban.
Los Angelesben Skovrán Tündével megalapították a Just Toys Productions producerirodát, amely menedzseli többek között a New York-i Off-Broadway-n, a 2017-es Avignoni Fesztiválon és több országban (köztük Magyarországon) is bemutatott Toys: A Dark Fairy Tale című színdarabot, Tompa Gábor rendezésében.

## Színházi szerepeiből
- Minden rossz varieté (2005)[13]
- Clübb bizárr örfeüm (2006)
- Sugár bébi láv (2006)
- Heiner Müller: Lezüllött part/Médeia-anyag/Táj argonautákkal (Médeia – 2007)
- Bertolt Brecht: Az anya (2007)
- Heiner Müller: Medeaplay (Medea) (Budapest, Berlin 2007)
- Molnár Ferenc: Liliom (2008) (Julika)
- Franz Kafka: Das Scloss (Arthur), Schauspielhaus Graz, Ausztria 2008
- Budaörsi Passio (2009)
- Darvasi László: Bolond Helga (Koch Helga – Masa)
- Neil Simon: The Good Doctor (Nina), Paul and Vi Loo Theater, Hawaii (2012)
- Henrik Ibsen: Hedda Gabler (Hedda), Paul and Vi Loo Theater, Hawaii (2013)
- Saviana Stanescu: Toys: A Dark Fairy Tale (2015)[14][15][16]
- Mariana Irene Fornes: Fefu and her Friends (2017)[11]

## Film és TV-s szerepei
- Marsra magyar! (2024)
- Árnyék és csont (2021)[10]
- A tanár (2018)
- Vörös veréb (2018)
- 25 dollár (kisfilm, 2017)[17]
- Válótársak (2016)[18]
- Mindörökké (magyar játékfilm, 2016)
- Hawaii_Five-0 7. évad (amerikai televíziós sorozat, 2016)[19]
- 10 Days in a Madhouse (amerikai dráma, 2015)
- X Company (kanadai háborús dráma, 2015)
- The Last Kingdom (brit romantikus történelmi akciófilm, 2015)
- Remedy (amerikai dráma, 2013)[20]
- The Child (német thriller, 2012)
- Én is téged, nagyon (kísérleti kisjátékfilm, 2012)
- Kaland (magyar rom. dráma, 2011)
- Local Tourist[4]
- Titkos szám (rövidfilm, 2010)[21]
- Az igaz ajándék (rövidfilm, 2009)
- Otthon (magyar kisjátékfilm, 2009)
- Holnapelőtt (magyar kisjátékfilm, 2009)
- Majdnem szűz (magyar filmdráma, 2008)
- Hús vétkek (magyar filmdráma, 2008)
- Defekt (magyar rövidfilm, 2007)
- Friss levegő (magyar filmdráma, 2006)
- Coming soon (magyar rövid játékfilm, 2006)
- Alterego (magyar játékfilm, 2006)
- "4x100" (magyar tévéfilm, 2006)
- 1 hét (magyar kisjátékfilm, 2003)

## Szinkronszerepei
Szinkronszerepei a Magyarszinkron.hu szerint:
- A szállító 3. (Valentina, Natalya Rudakova)
- Tűzgyűrű (Mako Mori, Kikucsi Rinko)

## Díjak, kitüntetések
- Legjobb színésznő (Országos Ifjúsági Színházi Fesztivál, 2001)[4]
- Legjobb női alakítás (Majdnem szűz) – Magyar filmszemle (2009)